# Doug Raney
Doug Raney (* 29. August 1956; † 1. Mai 2016) war ein US-amerikanischer Jazz-Gitarrist des Modern Jazz. 

## Leben und Wirken
Doug Raney war Sohn des Jazzgitarristen Jimmy Raney. In dessen Band, der auch der Pianist Al Haig angehörte, begann er im Alter von 18 Jahren seine Karriere als Musiker. 1977 zog Raney nach Kopenhagen und lebte einen Großteil seines Lebens dort. Später spielte Doug auch im Duo mit seinem Vater, zu hören auf deren Alben für das SteepleChase-Label wie „Duets“, „Stolen Moments“ und „Nardis“ von 1979. Im gleichen Jahr wirkte er an Chet Bakers Alben „The Touch of Your Lips“, „Daybreak“, „This is Always“ und „Someday My Prince Will Come“ mit.  
Ab 1977 nahm Doug Raney eine Reihe von Alben als Leader eigener Formationen auf, in denen Musiker wie Kenny Barron, Joey DeFrancesco, Billy Hart, Duke Jordan, Jesper Lundgaard, Horace Parlan, Niels-Henning Ørsted Pedersen, Tomas Franck und andere mitwirkten. Raney wirkte als Sideman auch auf Alben von Joe Cohn, Bernt Rosengren, Jesper Thilo mit.  
Im Jahr 2009 veröffentlichte Raney sein letztes Album „Blues, Ballads, Bebop and a Blue Girl“. Im Gegensatz zu seinem Vater, der sich immer mehr am freien Spiel orientierte, spielte Doug Raney Cook & Morton zufolge in einem eher konventionellen, dem Bebop verpflichteten Idiom.

## Preise und Auszeichnungen
Raney erhielt 1988 den Ben Webster Prize; 2002 wurde er mit dem Palæ Bars Jazzpris ausgezeichnet.

## Auswahldiskographie
Doug Raneys Alben erschienen auf dem SteepleChase-, dem CrissCross- und dem Marshmallow-Label.
- Introducing Doug Raney (SC, 1977 mit Duke Jordan, Billy Hart)
- Meeting the Tenors (CC, 1983, mit Horace Parlan, Bernt Rosengren, Ferdinand Povel, Jesper Lundgaard, Ole Jacob Hansen)
- Blue and White (SC, 1984)
- Something's Up (SC, 1988)
- The Doug Raney Quintet (SC, 1988 mit Tomas Franck, Bernt Rosengren, Jesper Lundgaard)
- Raney '96 (SC, 1996)
- The Backbeat (SC, 1997 mit Joey DeFrancesco, Billy Hart)